# XXI secolo a.C.
Il XXI secolo a.C. (ventunesimo secolo avanti Cristo) è il secolo che inizia nell'anno 2100 a.C. e termina nell'anno 2001 a.C. incluso.

## Avvenimenti
- Espansione verso Nubia e Siria da parte degli egizi.
- Il popolo Ortoiroid si stanzia nell'isola di Porto Rico.

- 2000 a.C. - La Grecia viene invasa da alcuni popoli nomadi di stirpe indoeuropea, come gli Achei, gli Ioni e gli Eoli
- 2098 a.C. - In Mesopotamia nasce Abramo, il patriarca dell'ebraismo

- 2100 a.C. - Eruzione dei Campi Flegrei

## Personaggi significativi
- Ur-Nammu, re di Sumer e Akkad dal 2112 a.C. al 2095 a.C.

## Invenzioni, scoperte, innovazioni
- È di quest'epoca il poema epico denominato Mito di Etana, sul lugal Etana di Kish.
- Codice di Ur-Nammu, il più antico codice giuridico scritto pervenuto, cui seguirono quello di Lipit-Ištar e raccolte successive della serie ana ittišu.